# María Casado (rugbista)
María Casado González (Valencia de Don Juan, 25 de diciembre de 1985) es una exjugadora y entrenadora española de  rugby a siete.

## Biografía
Fue seleccionada para la selección española de siete femenino para los Juegos Olímpicos de Verano de 2016 .   
También formó parte del equipo que aseguró el último lugar para los Juegos Olímpicos de Río .  Jugó en la Copa Mundial de Rugby Sevens de 2013 . 
En 2021 anunció su retirada del rugby profesional aunque continuó varias temporadas jugando rugby amateur.

## Palmarés
- 14 internacionalidades con la Selección española (debutó el 9 de diciembre del 2012 contra Italia)
- 151 internacionalidades con la Selección española de rugby a 7